# バフォー・ギャン
バフォー・ギャン（Baffour Gyan, 1980年7月2日 - ）は、ガーナ・アクラ出身の元サッカー選手。現役時代のポジションはFW。
実弟に同じガーナ代表でプレーしているアサモア・ギャンがいる。

## 経歴

### クラブ
チェコのFCスロヴァン・リベレツでプレーした後にロシアのFCディナモ・モスクワ、サトゥルン・ラメンスコーエに在籍。
ヨーロッパで12年プレーした後に2009年9月28日、ガーナのアサンテ・コトコSCと3年契約を結んだ。

### 代表
ガーナ代表としてアテネオリンピックに出場、2007年11月18日のトーゴ代表戦でゴールを決めた。2008年には実弟のアサモアと共にアフリカネイションズカップ2008に出場した。

## 所属クラブ
- 1997  リバティ・プロフェッショナルズFC
- 1997-1998  カラマタFC
- 1998-1999  リバティ・プロフェッショナルズFC
- 1990-2000  アナジェンニシ・カルディツァFC
- 2000  リバティ・プロフェッショナルズFC
- 2000-2004  FCスロヴァン・リベレツ
- 2004-2006  FCディナモ・モスクワ
- 2006-2008  サトゥルン・ラメンスコーエ
- 2009  FCロコモティフ・アスタナ
- 2009-2011  アサンテ・コトコSC
- 2011-2013  アル・ナスル・ベンガジ